# Coonabarabran Airport
Coonabarabran Airport är en flygplats i Australien. Den ligger i kommunen Warrumbungle Shire och delstaten New South Wales, i den sydöstra delen av landet, omkring 330 kilometer nordväst om delstatshuvudstaden Sydney.
Trakten runt Coonabarabran Airport är nära nog obefolkad, med mindre än två invånare per kvadratkilometer.. Närmaste större samhälle är Coonabarabran, nära Coonabarabran Airport. 
I omgivningarna runt Coonabarabran Airport växer huvudsakligen savannskog. Genomsnittlig årsnederbörd är 725 millimeter. Den regnigaste månaden är februari, med i genomsnitt 143 mm nederbörd, och den torraste är oktober, med 9 mm nederbörd.